# Gustav, Prinț de Vasa
Prințul Moștenitor Gustav al Suediei, Prinț de Vasa (9 noiembrie 1799 - 4 august/5 august 1877), a fost fiul regelui Gustav al IV-lea al Suediei și a reginei Frederica de Baden.

## Biografie
După naștere a fost plasat sub supravegherea doamnei de onoare Hedvig Ulrika De la Gardie, care a fost guvernanta copiilor familiei regale din 1799 până în 1803.
Gustav avea zece ani când tatăl lui a fost detronat și a părăsit Suedia împreună cu familia. Între momentul loviturii de stat care a dus la detronarea regelui și momentul părăsirii Suediei, el, mama și surorile sale au fost sub arest la domiciliu. În 1816 și-a asumat titlul de Conte de Itterburg. Gustav a servit ca ofițer în armata Austriei iar în 1829 împăratul Francisc I al Austriei l-a numit Prinț de Vasa. A fost ridicat la rangul de mareșalul-locotenent în armata austro-ungară în 1836.
În 1828, s-a logodit cu Prințesa Mariana a Țărilor de Jos însă presiunea politică l-a împins să încheie orice plan de nuntă. La 9 noiembrie 1830 s-a căsătorit la Karlsruhe cu verișoara sa primară, Prințesa Amelie de Baden. Au divorțat în 1843.  Fiul lor Louis care s-a născut în 1832 a murit la scurt timp după naștere. Fiica lor, Prințesa Carola, s-a căsătorit cu regele Albert I al Saxoniei însă nu au avut moștenitori.
Gustav a murit la 5 august 1877. În 1884, rămășițele sale (și ale fiului său) au fost mutate la Stockholm pentru a fi înmormântat lângă tatăl său.

## Arbore genealogic
1. ↑  Riddarholmskyrkan - inventories and graves, p. 422, accesat în 21 februarie 2019